# Dominus abbotti
Dominus abbotti is een slakkensoort uit de familie van de Strombidae. De wetenschappelijke naam van de soort is voor het eerst geldig gepubliceerd in 2011 door Dekkers & Liverani.

## Herkennen
De soort is moeilijk te onderscheiden van de sterk gelijkende soort Dominus labiosa. De laatste winding in D. abbotti is hoekig. Het schelpje is ook kleiner, met een afmeting rond de 30 - 40 mm. De soort komt voor in (oa.) Thailand, Filipijnen, Indonesië en Okinawa, Japan.